# Государственная служба исполнения наказаний Кыргызстана
Государственная служба исполнения наказаний Кыргызской Республики — отвечающий за пенитенциарные учреждения и системы республики. В настоящее время он не находится под юрисдикцией каких-либо министерств, хотя тесно сотрудничает с Министерством внутренних дел и Министерством юстиции для обеспечения безопасности страны. Аббревиатура ГСИН, которая происходит от её русского названия, также используется в сочетании и её не следует путать с Федеральной службой исполнения наказаний России (ФСИН).

## История

### Российская империя
После взятия в 1865 году русскими войсками города Ташкент и присоединения Туркестанского края к Российской империи власти приступили к учреждению системы исполнения наказаний на новых территориях. В первые годы было построено и действовало в 5 областях края (Сырдарьинская, Ферганская, Самаркандская, Семиреченская и Закаспийская области) 67 мест лишения свободы. Управление тюрьмами в крае осуществлялось канцелярией генерал-губернатора, областными правлениями и канцелярией начальника Закаспийской области. В управлении тюрьмами принимали участие также областные и уездные «благотворительные попечительные о тюрьмах комитеты и отделения».

### РСФСР и СССР
После Октябрьской революции, несмотря на сложную обстановку (в Семиреченской и Ферганской областях боевые действия велись до 1920 года), краевые и местные органы Советской власти предпринимали конкретные, жесткие меры по учреждению новых органов системы исполнения наказаний. В частности, ими были выпущены из тюрем осуждённые дореволюционными властями лица, считавшиеся большевиками политическими заключенными. В новые тюрьмы были назначены комиссары, а при тюрьмах были образованы следственные комиссии, в ведении которых находились контроль за правильностью ареста лиц, поступивших в тюрьму и законностью их содержания. Были упразднены «попечительные о тюрьмах комитетов и отделений».
В первый период становления системы исправительно-трудовых учреждений в Туркестане (1917—1918 годы) в качестве основного вида исправительно-трудовых учреждений были сохранены тюрьмы. Практическое осуществление тюремной реформы (переход от тюремной системы к лагерной — исправительно-трудовой) началось в Туркестанском крае в 1919—1920 годах.
Послеле провозглашения Туркестанского края автономной республикой (30 апреля 1918 года) и утверждения Всетуркестанским съездом Советов нового состава Совета народных комиссаров (СНК) и избрания Центрального исполнительного комитета (ЦИК) Советов предпринимаются действенные меры по упорядочению работы Комиссариата юстиции. 28 августа 1918 года было утверждено временное Положение о Комиссариате юстиции Туркестанской Республики. Для руководства местами заключения при Комиссариате юстиции был создан отдел по тюремному ведомству. В областях создаются отделы тюрьмоведения, входящие в состав исполкомов областных Советов депутатов. К этому времени в Туркестанской АССР было 19 тюрем, из них 5 областных и 14 уездных. На территории нынешнего Кыргызстана в 1918 году карательный отдел имел в своем ведении 3 тюрьмы: Пишпекскую, Каракольскую и Ошскую, а также 2 арестных дома (Пишпекский и Ошский) были в ведении НКВД.
В Туркестанском крае, особенно в Киргизии, общие места заключения в 1918–1924 годах носили разные названия — «дома лишения свободы», «дома заключения», просто «места заключения», «исправительный дом», «исправительно-трудовой дом», «исправительно-рабочий дом» и просто «рабочий дом».
В 1922 году все исправительно-трудовые учреждения были переданы в ведение Народного комиссариата внутренних дел (НКВД) и организовано управление мест заключения (УМЗ) при НКВД Туркестанской Республики, в подчинении которого сосредоточили все места лишения свободы. В то время почти во всех исправительных домах на территории Киргизии были организованы мастерские: сапожные, кузнечные, пилорамы, кирпичное производство, а в 1922 году при Пишпекском исправительном доме была организована сельхозколония. Таким образом, к концу 1924 года в Туркестане уже была прочно сложившаяся система исправительно-трудовых учреждений.
После образования в 1924 году Кара-Киргизской автономной области, несколько изменилась и структура органов ведающих местами лишения свободы. Общее руководство деятельностью мест заключения в области в эти годы осуществляла инспекция мест заключения при Административном отделе облисполкома. В области имелись три исправительных дома и один дом заключения. Первые «Правила внутреннего распорядка в исправительно-трудовых домах в Киргизской АССР» были разработаны и утверждены в 1928 году.
В 1931 году Отдел мест заключения переименовывается в Управление исправительно-трудовых учреждений (УИТУ) и передается в подчинение Наркомюста Киргизской АССР. В 1935 году с созданием Главного управления лагерей (ГУЛАГ) НКВД СССР, все исправительно-трудовые учреждения были переданы в ведение этого ведомства до 1953 года.
С 1954 по 1969 места лишения свободы были переданы в ГУМЗ (Главное управление мест заключения) Министерства охраны общественного порядка (МООП). И, начиная с 1969 по 1991 гг. исправительно-трудовые учреждения находились в ведении Министерства внутренних дел.
После объявления независимости Кыргызской Республики в 1991 году ведомственная принадлежность системы исправительно-трудовых учреждений не изменилась. Несколько изменилось только название Управления, непосредственно осуществляющего руководство деятельностью исправительно-трудовых учреждений – Управление по уголовно-исполнительным делам (УУИД) МВД Кыргызской Республики. В 1995 году оно было переименовано в Главное управление исполнения наказаний (ГУИН).
Такая система управления местами лишения свободы просуществовала до 1 июля 2002 года, когда, в рамках Концепции реформирования уголовно-исполнительной системы, ГУИН было передано из подчинения Министерству внутренних дел в ведение Министерства юстиции Кыргызской Республики, и с того времени начался активный процесс реформирования. Система исполнения наказаний, находясь в структуре гражданского ведомства, стала более «открытой» для гражданского общества, ее деятельность стала более «прозрачной», к проблемам системы было привлечено внимание многих международных, неправительственных, религиозных организаций, в результате чего был заложен фундамент развития разнопланового и конструктивного сотрудничества.
Особым достижением в процессе реформирования следует отметить утверждение закона о гуманизации уголовной политики, подписанного Президентом Кыргызской Республики в июне 2007 года, направленного на отмену смертной казни и замену ее на пожизненное лишение свободы, а также расширение применения наказаний, не связанных с изоляцией от общества.
В соответствии с Законом Кыргызской Республики «Об утверждении структуры Правительства Кыргызской Республики», Указом Президента Кыргызской Республики «О мерах по обеспечению реализации Закона Кыргызской Республики «О структуре Правительства Кыргызской республики» от 26 октября 2009 года № 425, при Правительстве Кыргызской Республики была образована Государственная служба исполнения наказаний, которая является правопреемником уголовно-исполнительной системы Министерства юстиции Кыргызской Республики. Путь к образованию самостоятельной службы был довольно продолжительным и свершившийся факт явился результатом долгого процесса реформирования уголовно-исполнительной системы в Кыргызстане.

## Обязанности
В обязанности Службы исполнения наказаний входит:
1. Обеспечить исполнение и отбывание наказаний и иных мер уголовно-правового характера в соответствии с законодательством;
2. Обеспечить надлежащее содержание под стражей лиц, задержанных по подозрению, обвиняемых в совершении преступлений, а также заключённых;
3. Обеспечить защиту прав, свобод и законных интересов осуждённых и заключённых;
4. Обеспечить правопорядок и законность в учреждениях, исполняющих наказание в виде лишения свободы и следственных изоляторах, безопасность осуждённых и заключённых, а также работников, военнослужащих, должностных лиц и граждан, находящихся на территориях этих учреждений;
5. Обеспечить охрану пенитенциарных учреждений, а также других подразделений и учреждений ГСИН;
6. Обеспечить охрану и сопровождение осуждённых и заключённых по установленным маршрутам конвоирования, сопровождение граждан Киргизской Республики и лиц без гражданства на территорию Киргизской Республики, а также иностранных граждан и лиц без гражданства в случае их выдачи;
7. Содействовать правоохранительным и иным органам безопасности Киргизской Республики в обеспечении общественной безопасности и правового режима во время чрезвычайного положения;
8. Обеспечить правовую и социальную защиту работников, военнослужащих и вышедших на пенсию сотрудников ГСИН;
9. Организовать подготовку и переподготовку кадров ГСИН совместно с учебными заведениями Киргизской Республики и зарубежных стран.

## Структура
Служба исполнения наказаний делится на несколько подразделений, которые включают в себя:
- Главный штаб
- Департамент по охране исправительных учреждений и конвоированию осужденных и лиц, заключенных под стражу
- Управление пенитенциарной инспекции
- Бюро социальной поддержки
- Медицинская служба
- Реабилитационный центр Атлантис
- Центр реабилитации и социальной адаптации осуждённых
- Пенсионный отдел
- Спортивное общество «Семетей»
- Новостной отдел «Умут»

Служба исполнения наказаний далее подразделяется на ряд подразделений, которые включают в себя:
- Центральная база
- Отдел уголовно-исполнительных инспекций
- Отдел исполнения наказаний и специального учёта
- Отдел капитального строительства и реконструкции
- Отдел воспитательной работы
- Отдел материально-технического снабжения
- Кинологическая служба
- Финансово-экономический отдел
- Сектор внутреннего аудита
- Служба внутренней безопасности
- Отдел международного сотрудничества
- Отдел расследований
- Юридический отдел
- Главное оперативное управление
- Медицинский отдел
- Сектор военизированной пожарной охраны
- Отдел оперативного реагирования
- Группа управления персоналом
- Сектор мобилизационной работы и гражданской защиты
- Сектор режима безопасности
- Спецподразделение «Омега»
- Государственное предприятие «Келечек»
- Государственное предприятие «ПМК»

Сегодня в ведении уголовно-исполнительной системы Кыргызской Республики находятся следующие учреждения:
- Исправительными учреждениями являются колонии-поселения, исправительные колонии, воспитательные колонии, тюрьмы.
- 12 исправительных учреждений которые в соответствии с классификацией они представлены:

- четырьмя исправительными колониями общего режима для мужчин в которых осужденные содержатся по закрытому лагерному принципу с размещением в помещениях казарменного типа;
- четырьмя исправительными колониями строгого режима, предусмотренными законодательством для мужчин в которых осужденные содержатся по закрытому лагерному принципу с размещением в помещениях казарменного типа;
- одной исправительной колонией особого режима для мужчин, где отбывают наказание осужденные к пожизненному лишению свободы, а также лица, которым пожизненное лишение свободы в порядке помилования заменено лишением свободы сроком на двадцать лет, в которых осужденные содержатся с размещением в помещениях камерного типа;
- одной воспитательной колонией для несовершеннолетних лиц мужского пола;
- одним исправительным учреждением для лиц женского пола;
- с одной тюрьмой, где отбывают наказание осужденные - злостные нарушители установленного порядка отбывания наказания, переведенные из исправительных колоний в порядке, предусмотренном Уголовно-исполнительным кодексом Кыргызской Республики в которых осужденные содержатся с размещением в помещениях камерного типа.
В том числе в двух исправительных колониях имеются лечебно исправительные учреждения:
- лечебное исправительное учреждение (специальная больница) со смешанными видами режима при исправительном учреждении № 31 для лиц, больных туберкулезом;
- лечебное исправительное учреждение (больница) со смешанными видами режима при исправительном учреждении № 47.
- 10 колоний-поселения, являющихся учреждениями открытого типа с проживанием, как правило, в специально предназначенных общежитиях, в которых под надзором наказание отбывают приговоренные к лишению свободы на срок не свыше пяти лет за преступления, совершенные по неосторожности, а также осужденные, переведенные из исправительных колоний после отбытия соответствующей части срока.
- 5 CИЗО, предназначенных для покамерного содержания под стражей лиц, подвергнутых предварительному заключению в качестве меры пресечения, т.е. подследственных и числящихся за судами до вступления приговоров в законную силу (включая стадии обжалования).

## Взаимодействие

### Местный уровень
Работа с местным сообществом была инициирована службой исполнения наказаний в форме продажи продуктов, которые были сделаны в пенитенциарных учреждениях, в рамках усилий по профессиональной подготовке. Некоторые из этих продуктов включают миски, одежду, строительные материалы, соевое молоко и даже изделия из пшеничной муки, такие как хлеб и макароны. Местные религиозные организации — как исламские, так и представляющие Русскую православную церковь, также обратились с просьбой привнести религиозное просвещение в эти институты. Кроме того, местному омбудсмену (Омбудсмени) было предложено рассмотреть и рекомендовать меры, которые должны быть приняты в свете реформ, происходящих в службе.

### Международный уровень
Служба исполнения наказаний обратилась к нескольким международным организациям за помощью в улучшении условий содержания своих учреждений, а также своего персонала. К ним относятся Организация по безопасности и сотрудничеству в Европе (ОБСЕ), Управление ООН по наркотикам и преступности, а также ряд неправительственных организаций, таких как «Врачи без границ», Международный комитет Красного Креста и Фонд Сороса. Эти организации оказывали Службе помощь различными способами, включая выделение средств на модернизацию устаревшей инфраструктуры, обучение её персонала или наблюдение в качестве третьей стороны за условиями содержания заключённых в этих учреждениях.
Киргизская Республика также является членом Стамбульского протокола и отменила смертную казнь под руководством международного сообщества, хотя внутри республики звучали призывы к возвращению смертной казни.

## День работника службы исполнения наказаний
День работника службы исполнения наказаний Киргизской Республики, также известный как День государственной службы исполнения наказаний, является профессиональным праздником работников службы исполнения наказаний Киргизской Республики, который отмечается ежегодно 12 августа. Он был учреждён в 2003 году правительственным указом в знак признания усилий сотрудников Службы исполнения наказаний по обеспечению безопасности государства. Традиционно в качестве благодарности коллективу проводятся концерты и митинги, а также вручаются государственные и ведомственные награды.

## Инциденты
- 20 октября 2005 года в период тюремных беспорядков осуждённые убили во время посещения четырёх сотрудников тюрьмы, в том числе начальника Главного управления исполнения наказаний. Этот инцидент произошёл в то время, когда условия содержания в тюрьмах ухудшались из-за острой нехватки финансирования тюрем, а также предполагаемых пытках заключённых.[10]
- 22 октября 2015 года полиция Киргизии убила предполагаемого исламистского боевика, сбежавшего из тюрьмы во время перестрелки, в результате которой погибли один полицейский и двое гражданских лиц. Боевик бежал из тюрьмы вместе с восемью другими заключёнными и осуждёнными, убив трёх тюремных надзирателей.[11] Это отражало растущие призывы к беспокойству по поводу того, что больше боевиков могло войти в страну после вторжения Соединённых Штатов Америки в Афганистан в 2001 году, а также краха Исламского государства около 2015 года, что в конечном итоге привело к массовым арестам и осуждениям подозреваемых террористов, которые встревожили правозащитные группы.[12]